# 高木虎之介
高木 虎之介（たかぎ とらのすけ、1974年2月12日 - ）は、日本のレーシングドライバー。静岡県静岡市出身。愛称は「虎」「虎之介」など。海外メディアからは「TORA TAKAGI（トラ・タカギ）」と紹介されることが多い。

## プロフィール

### 生い立ち
1974年に静岡県静岡市の裕福な家庭に生まれた。中学在学中にカートデビューし、東海大学工業高等学校（現・東海大学静岡翔洋高校）を卒業した。

### デビュー
カートデビュー後の1989年に、全日本ナショナルカートA2クラスでシリーズ優勝し注目を浴びた。翌1990年には全日本カート選手権A2クラスで優勝した。1992年にフォーミュラ・トヨタに参戦した。

### 全日本F3
1993年より全日本F3選手権に参戦。1993年は2度の入賞（最高位は4位）により5ポイントを挙げ、その後同じくF1ドライバーとなる井上隆智穂に次ぐランキング10位となる。1994年は3度の表彰台を含め5度の入賞（最高位は3位）。15ポイントを挙げランキング6位となる。

### 全日本F3000〜フォーミュラ・ニッポン
1994年に中嶋企画から全日本F3000選手権の3戦にスポット参戦、翌1995年より中嶋企画からフル参戦を果たす。シーズン序盤は振るわなかったものの、第5戦のスポーツランドSUGOで初優勝。第8戦の富士スピードウェイでは「日本一速い男」星野一義をホームストレートでかわして優勝。レース後の記者会見では、星野が中嶋悟監督に「もうティレルでもどこでもいいから向こう（F1）にやっちゃってよ」と漏らす一幕もあった。
最終戦はポイントランキングトップで迎えたもののリタイアに終わり、チャンピオンは逃したが3勝してランキング2位でシーズンを終了。若手有望株として一躍脚光を浴びた。また1995年には「優勝したら俺のNSXあげる」と中嶋から言われ、約束どおりNSXを手に入れるというエピソードもあった。
1996年と1997年は、全日本F3000を引き継いだフォーミュラ・ニッポンにチャンピオン候補として参戦するも安定した成績を残せずチャンピオン獲得はならなかった。しかし、中嶋の支援もあり翌1998年からティレルでのF1参戦が決まる。なお、1997年はティレルのテストドライバーを兼任するとともに、翌年からのF1参戦を見据えてのサーキット習熟を目的にF1と併催のポルシェカップへも参戦した。ただ、精神面にかかるプレッシャーや移動による身体的疲労も大きく、「国内のF3000と掛け持ちだったから、けっこうキツかった。日曜日にポルシェカップやって、水曜日に日本に着いて金曜日から走るから、時差ボケが全然直っていない」と当時の事を語っている。

### F1
1998年

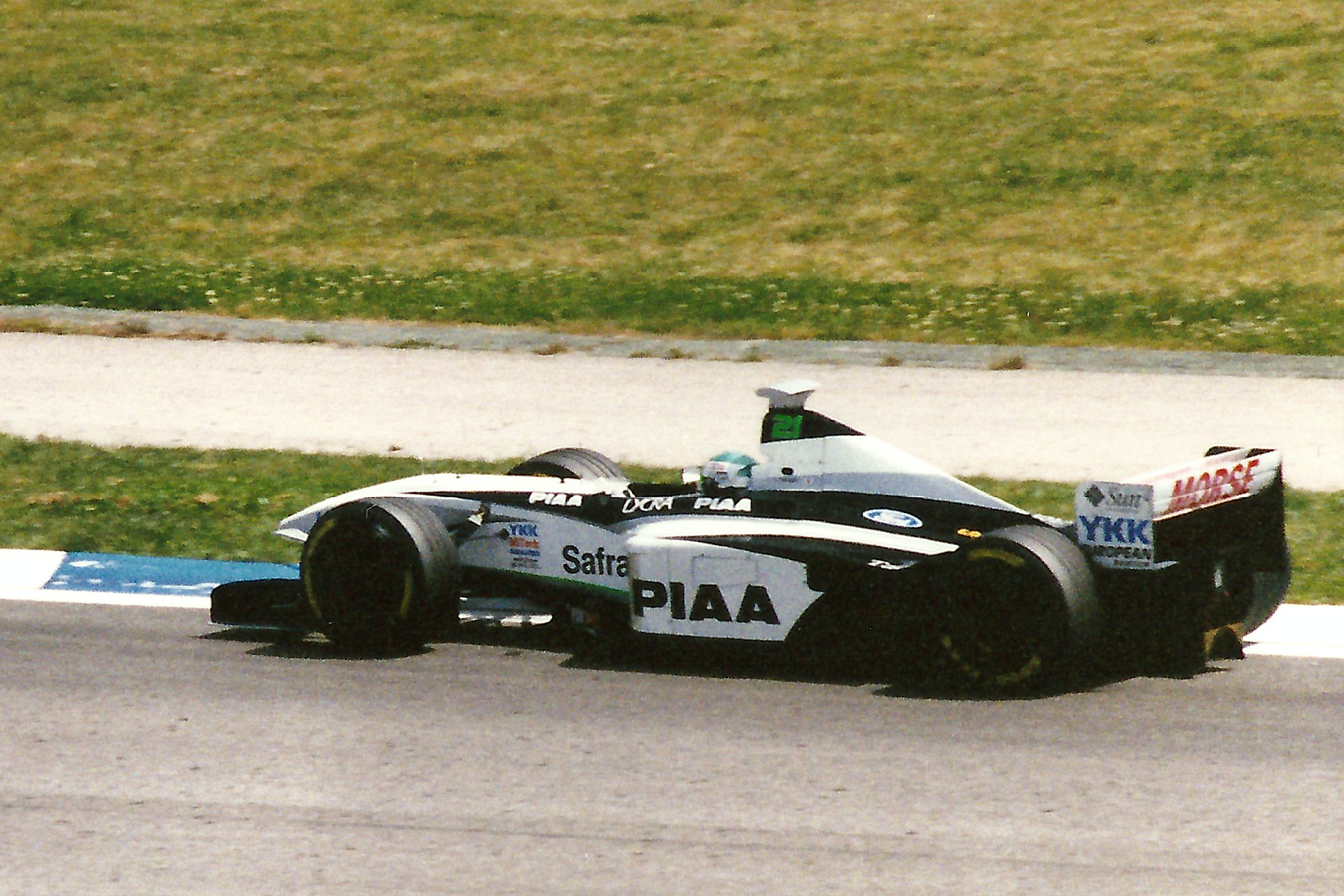
ティレル026

1998年、師匠である中嶋悟と片山右京がかつて所属していた中堅チームのティレルから、前年のテストドライバーを経てレギュラードライバーに昇格してデビューした。開幕前からティレルのマシンのポテンシャルは決して高い評価を得てはいなかったものの、開幕戦では予選13位を獲得するなど上々の滑り出しをみせている。しかし、この年のティレル026はXウイングの使用を前提として開発されたマシンであったため、Xウイングの使用自体がシーズン前半（第5戦スペインGPにて禁止）にてレギュレーションで禁止されるに至り、厳しいシーズンとなってしまった。チームメイトのリカルド・ロセットが度々予選落ちする中、全てのレースで予選に通過し、時折上位を得ることもあったが、入賞はなく最高位は9位に留まっている（チームとしてのベストはロセットのカナダGPでの8位。高木自身もイタリアGPのウォームアップランで4位に入るのがやっとであった）。凱旋レースとなった日本GPではレース中盤にシケインでミナルディのエスティバン・トゥエロに激突されてリタイアするなど、最後まで苦難の一年となった。さらにチームはすでにB・A・Rに買収されており翌年以降は新体制で参加することを表明したため、この年をもってティレルは解散した。
1999年
鈴木亜久里と井上隆智穂が所属していたアロウズへ移籍し、ペドロ・デ・ラ・ロサとコンビを組んだ。この年も全てのレースで予選に通過したが、完走は4回で入賞はなし。最高位は開幕戦オーストラリアGPの7位。デ・ラ・ロサも完走4回と、マシンの信頼性にも苦しめられた。チームとしてのベストはオーストラリアGPの6位入賞（デ・ラ・ロサ）。

### フォーミュラ・ニッポン復帰
翌2000年はF1レギュラーシートを失い、やむなく国内レースに復帰。中嶋企画からフォーミュラ・ニッポンに参戦し、シリーズ10戦中8勝という圧倒的な強さでシリーズチャンピオンに輝く。前年、中嶋企画はトム・コロネルがシリーズチャンピオンを獲得したことから、本来はカーナンバー1をつけることができたが、高木はカーナンバー0をつけている。高木は「1番をつけるところを無理にお願いしてカーナンバー0をつけることになりました。ゼロからの出発の意味も込めて新人のように走りたい」とその決意を語っている。国内トップフォーミュラでカーナンバー0をつけたのは、2024年現在、高木のみである。この時の高木の速さの要因を土屋圭市は「彼はシフトダウンが他のドライバーと比べてとても速い。他人が“ブーンブーン”と落とすところを“ブンブン”で済ましちゃう。だから奥まで突っ込めるし、アクセルを開けるのも早くできる」と分析している。その後、日本GPではB・A・Rからリカルド・ゾンタに代わってスポット参戦する予定だったが、既にトヨタとの契約を交わしていたこともあり、結局走ることはなかった。

### CART〜IRL
2001年からのF1復帰を模索するがシートを得ることができず、トヨタからの誘いを受けチャンプカー・ワールド・シリーズ（CART）に参戦。同時に中嶋企画を離れ、自身のマネージメント会社・高木企画を設立し独立した。
2003年にレギュレーションの問題からトヨタがエンジンの供給先をインディカー・シリーズ（IRL）に変更したことに伴い同シリーズへ移籍するが、結局2004年シーズンを最後にアメリカから撤退。
CARTとIRLへの参戦は、トヨタF1からのF1復帰を見据えたものだったが、2003年のインディ500では当時の日本人最高となる5位を獲得し、第5戦テキサスでは日本人初の3位表彰台を獲得するなど時折活躍は見せたものの、シーズンを通しては高いパフォーマンスを見せることができず成績は低迷。この原因としては、多くの関係者が「F1時代を含めて長期間海外のレースを戦っているにもかかわらず、なかなか語学力が向上せず、最後までエンジニアとの間のコミュニケーションに問題を抱えていた」ことを指摘している。

### 再度の国内復帰〜現在
2005年より再び国内レースに復帰し、自らのチーム（TAKAGI PLANNING with CERUMO）でフォーミュラ・ニッポン、セルモからSUPER GT（GT500クラス）の両シリーズに参戦。フォーミュラ・ニッポンでは、かつての圧倒的なパフォーマンスは見られず、本人の「CART/IRLはオーバルコースが多いため、ロードコースでのドライビングが下手になってしまった」という言葉通り精彩を欠いた。一方のSUPER GTでは、これまで本格的なツーリングカーレースへの参戦は無かったものの立川祐路とのコンビでシリーズチャンピオンを獲得した。
以降、フォーミュラニッポンには2006年と2007年にチームルマンから参戦したが、結果を残すことはできなかった。SUPER GTには引き続きセルモから2007年まで参戦（通算4勝）し、2008年はサードから参戦したが未勝利に終わった。
2009年より自身のレース活動を休止しカートショップ及びカートチームのオーナーとして後進の育成に力を注ぐ他、2010年から2016年までかつて在籍しチャンピオンを獲得したSUPER GTのセルモの監督を務めた。2020年からSUPER GTに初参戦するTGR TEAM WAKO'S ROOKIEの監督を務め、2021年も引き続きTGR TEAM ENEOS ROOKIEの監督を務める。

## 参戦歴
- 1989年 - 全日本ナショナルカート・A2クラス シリーズ優勝
- 1990年 - 全日本カート選手権・A2クラス 優勝
- 1992年 - フォーミュラトヨタ
- 1993年 - 全日本F3選手権 シリーズ10位
- 1994年 - 全日本F3選手権 シリーズ6位、全日本F3000選手権 スポット参戦
- 1995年 - 全日本F3000選手権（NAKAJIMA PLANNING） シリーズ2位（3勝）
- 1996年 - フォーミュラ・ニッポン（PIAA NAKAJIMA RACING） シリーズ4位（2勝）
- 1997年 - フォーミュラ・ニッポン（PIAA NAKAJIMA RACING） シリーズ6位（1勝）
- 1998年 - F1（Tyrrell）
- 1999年 - F1（Arrows）
- 2000年 - フォーミュラ・ニッポン（PIAA NAKAJIMA RACING） シリーズチャンピオン（8勝）
- 2001年 - CART（Walker Racing） シリーズ21位
- 2002年 - CART（Walker Racing） シリーズ15位
- 2003年 - IRL（Mo nunn racing） シリーズ10位、インディ500ルーキーオブザイヤー
- 2004年 - IRL（Mo nunn racing） シリーズ15位
- 2005年
  - フォーミュラニッポン（TAKAGI PLANNING with CERUMO）
  - SUPER GT・GT500クラス（TOYOTA TEAM CERUMO #38 ZENTセルモスープラ／TOYOTA SUPRA JZA80 3UZ-FE） シリーズチャンピオン（3勝）
- 2006年
  - フォーミュラ・ニッポン（Team LeMans）
  - SUPER GT・GT500クラス（TOYOTA TEAM CERUMO #1 ZENTセルモSC／LEXUS SC430 UZZ40 3UZ-FE） シリーズ5位（1勝）
- 2007年
  - フォーミュラ・ニッポン（Team LeMans） シリーズ16位
  - SUPER GT・GT500クラス（TOYOTA TEAM CERUMO #38 ZENT CERUMO SC430／LEXUS SC430 UZZ40 3UZ-FE） シリーズ7位（1勝）
- 2008年 - SUPER GT・GT500クラス（TOYOTA TEAM SARD #39 DENSO DUNLOP SARD SC430／LEXUS SC430 UZZ40 3UZ-FE） シリーズ21位

## レース戦績

### 全日本フォーミュラ3選手権
| 年     | チーム                   | エンジン | 1       | 2       | 3      | 4     | 5     | 6       | 7     | 8       | 9      | 10      | 順位 | ポイント |
| ------ | ------------------------ | -------- | ------- | ------- | ------ | ----- | ----- | ------- | ----- | ------- | ------ | ------- | ---- | -------- |
| 1993年 | ITOHAM RACING with TOM'S | トヨタ   | SUZ Ret | TSU Ret | FSW 10 | SUZ 7 | SEN 5 | TAI 13  | MIN 7 | SUG Ret | SUZ 14 | SUZ 4   | 10位 | 5        |
| 1994年 | ITOHAM RACING with TOM'S | トヨタ   | SUZ 19  | FSW 6   | TSU 3  | SUZ 8 | SEN 5 | TOK Ret | MIN 3 | TAI 3   | SUG 7  | SUZ Ret | 6位  | 15       |

- 太字はポールポジション、斜字はファステストラップ。(key)

### 全日本F3000選手権/フォーミュラ・ニッポン
| 年     | チーム                        | 1       | 2       | 3       | 4       | 5       | 6       | 7       | 8       | 9       | 10      | 順位 | ポイント |
| ------ | ----------------------------- | ------- | ------- | ------- | ------- | ------- | ------- | ------- | ------- | ------- | ------- | ---- | -------- |
| 1994年 | NAKAJIMA PLANNING             | SUZ     | FSW     | MIN     | SUZ     | SUG     | FSW     | SUZ 7   | FSW 8   | FSW     | SUZ 9   | NC   | 0        |
| 1995年 | NAKAJIMA PLANNING             | SUZ 7   | FSW C   | MIN 5   | SUZ Ret | SUG 1   | FSW 12  | TOK 1   | FSW 1   | SUZ Ret |         | 2位  | 29       |
| 1996年 | PIAA NAKAJIMA RACING          | SUZ Ret | MIN 3   | FSW Ret | TOK Ret | SUZ 1   | SUG 1   | FSW Ret | MIN Ret | SUZ 6   | FSW Ret | 4位  | 25       |
| 1997年 | PIAA NAKAJIMA RACING          | SUZ Ret | MIN Ret | FSW 3   | SUZ 1   | SUG Ret | FSW Ret | MIN 5   | TRM Ret | FSW Ret | SUZ 5   | 6位  | 18       |
| 2000年 | PIAA NAKAJIMA RACING          | SUZ 1   | TRM 1   | MIN Ret | FSW 1   | SUZ 1   | SUG 1   | TRM 1   | FSW 1   | MIN 1   | SUZ 2   | 1位  | 86       |
| 2005年 | TAKAGI PLANNING with CERUMO   | TRM 9   | SUZ Ret | SUG 11  | FSW 9   | SUZ 10  | MIN 9   | FSW 8   | TRM Ret | SUZ 12  |         | NC   | 0        |
| 2006年 | Team LeMans                   | FSW 22  | SUZ 16  | TRM 11  | SUZ 8   | AUT 16  | FSW 8   | SUG Ret | TRM Ret | SUZ Ret |         | NC   | 0        |
| 2007年 | Forum Engineering Team LeMans | FSW Ret | SUZ 12  | TRM 9   | OKA 16  | SUZ 8   | FSW 9   | SUG 10  | TRM 12  | SUZ 8   |         | 16位 | 2        |

- 太字はポールポジション、斜字はファステストラップ。(key)

### F1
| 年     | チーム   | シャシー | 1       | 2       | 3       | 4       | 5      | 6       | 7       | 8       | 9       | 10      | 11      | 12      | 13      | 14      | 15      | 16      | WDC  | ポイント |
| ------ | -------- | -------- | ------- | ------- | ------- | ------- | ------ | ------- | ------- | ------- | ------- | ------- | ------- | ------- | ------- | ------- | ------- | ------- | ---- | -------- |
| 1998年 | ティレル | 026      | AUS Ret | BRA Ret | ARG 12  | SMR Ret | ESP 13 | MON 11  | CAN Ret | FRA Ret | GBR 9   | AUT Ret | GER 13  | HUN 14  | BEL Ret | ITA 9   | LUX 16  | JPN Ret | 21位 | 0        |
| 1999年 | アロウズ | A20      | AUS 7   | BRA 8   | SMR Ret | MON Ret | ESP 12 | CAN Ret | FRA DSQ | GBR 16  | AUT Ret | GER Ret | HUN Ret | BEL Ret | ITA Ret | EUR Ret | MAL Ret | JPN Ret | 20位 | 0        |

(key)

### アメリカン・オープンホイール

#### CART
| 年     | チーム                       | シャシー        | エンジン | 1      | 2       | 3      | 4      | 5       | 6       | 7       | 8      | 9      | 10      | 11     | 12     | 13      | 14      | 15    | 16     | 17      | 18     | 19    | 20     | 21     | 順位 | ポイント |
| ------ | ---------------------------- | --------------- | -------- | ------ | ------- | ------ | ------ | ------- | ------- | ------- | ------ | ------ | ------- | ------ | ------ | ------- | ------- | ----- | ------ | ------- | ------ | ----- | ------ | ------ | ---- | -------- |
| 2001年 | ウォーカー・モータースポーツ | レイナード・01i | トヨタ   | MTY 10 | LBH Ret | TXS NH | NZR 14 | TRM Ret | MIL DSQ | DET Ret | POR 18 | CLE 14 | TOR Ret | MIS 13 | CHI 11 | MDO Ret | ROA Ret | VAN 7 | LAU 6  | ROC Ret | HOU 4  | LS 13 | SRF 16 | FON 15 | 21位 | 29       |
| 2002年 | ウォーカー・モータースポーツ | レイナード・02i | トヨタ   | MTY 14 | LBH 6   | TRM 8  | MIL 14 | LS 16   | POR 18  | CHI 4   | TOR 8  | CLE 7  | VAN 15  | MDO 12 | ROA 15 | MTL 14  | DEN 15  | ROC 6 | MIA 15 | SRF 18  | FON 18 | MXC 6 |        |        | 15位 | 53       |

(key)

#### インディカー・シリーズ
| 年     | チーム                 | シャシー  | エンジン | 1      | 2      | 3      | 4       | 5      | 6      | 7      | 8      | 9      | 10     | 11     | 12      | 13     | 14     | 15     | 16      | 順位 | ポイント |
| ------ | ---------------------- | --------- | -------- | ------ | ------ | ------ | ------- | ------ | ------ | ------ | ------ | ------ | ------ | ------ | ------- | ------ | ------ | ------ | ------- | ---- | -------- |
| 2003年 | モー・ナン・レーシング | Gフォース | トヨタ   | HMS 12 | PHX 22 | TRM 8  | INDY 5  | TXS 3  | PPIR 6 | RIR 13 | KAN 18 | NSH 7  | MIS 6  | STL 7  | KTY 18  | NZR 14 | CHI 9  | FON 18 | TXS2 7  | 10位 | 317      |
| 2004年 | モー・ナン・レーシング | ダラーラ  | トヨタ   | HMS 4  | PHX 8  | TRM 10 | INDY 19 | TXS 10 | RIR 19 | KAN 21 | NSH 11 | MIL 20 | MIS 20 | KTY 20 | PPIR 19 | NZR 17 | CHI 13 | FON 14 | TXS2 12 | 15位 | 263      |

(key)

### SUPER GT
| 年     | チーム             | 使用車両         | クラス | 1      | 2      | 3       | 4      | 5      | 6      | 7      | 8       | 9       | 順位 | ポイント |
| ------ | ------------------ | ---------------- | ------ | ------ | ------ | ------- | ------ | ------ | ------ | ------ | ------- | ------- | ---- | -------- |
| 2005年 | TOYOTA TEAM CERUMO | トヨタ・スープラ | GT500  | OKA 14 | FSW 1  | SEP 11  | SUG 11 | TRM 12 | FSW 1  | AUT 7  | SUZ 1   |         | 1位  | 67       |
| 2006年 | TOYOTA TEAM CERUMO | レクサス・SC430  | GT500  | SUZ 5  | OKA 5  | FSW Ret | SEP 12 | SUG 1  | SUZ 7  | TRM 3  | AUT 5   | FSW Ret | 5位  | 71       |
| 2007年 | TOYOTA TEAM CERUMO | レクサス・SC430  | GT500  | SUZ 1  | OKA 11 | FSW 6   | SEP 4  | SUG 11 | SUZ 7  | TRM 14 | AUT Ret | FSW 4   | 7位  | 53       |
| 2008年 | TOYOTA TEAM SARD   | レクサス・SC430  | GT500  | SUZ 12 | OKA 14 | FSW 13  | SEP 12 | SUG 6  | SUZ 15 | TRM 13 | AUT 13  | FSW 5   | 21位 | 11       |

- 太字はポールポジション、斜字はファステストラップ。(key)